# Rostislav Zakharov
Rostislav Zakharov (russisk: Ростислав Владимирович Захаров) (født 7. september 1907 i Astrakhan i det Russiske Kejserrige, død 15. januar 1984 i Moskva i Sovjetunionen) var en sovjetisk filminstruktør.

## Filmografi
- Khrustalnyj basjmatjok (Хрустальный башмачок, 1960)[1][2]